# Cébazan
Cébazan é uma comuna francesa na região administrativa de Occitânia, no departamento de Hérault. Estende-se por uma área de 13,03 km². Em 2010 a comuna tinha 633 habitantes (densidade: 48,6 hab./km²).